# PRS Guitars

Paul Reed Smith Guitars (Пол Рід Сміт Гітарс) або PRS Guitars (Пі Ар Ес Гітарс) — американська компанія, що займається виробництвом електро-, бас- і акустичних гітар, а також гітарних підсилювачів . Засновник компанії — гітарист і гітарний майстер Пол Рід Сміт. Головний офіс знаходиться в місті Стівенсвілл, Меріленд . Раніше гітари SE серії збирали в Південній Кореї та Індонезії. Зараз виробництво цієї серії сконцентровано тільки в Індонезії. Всі інші інструменти виробляються виключно на території USA.

## Історія
У 1975 році Пол Рід Сміт, будучи учнем коледжу, зробив для викладача музики свою першу електрогітару. Після відрахування з коледжу Пол відкрив невелику майстерню по ремонту та виготовленню музичних інструментів, де в період з 1976 по 1985 виготовляв гітари за індивідуальними замовленнями.
У 1982 році виготовляє гітару для одного з найвідоміших на той момент популяризатором продукції PRS — Карлоса Сантани.
У 1985 році на виручені кошти та інвестиції замовників Пол відкриває компанію PRS Guitars з виробництва музичних інструментів в Аннаполісі, Меріленд.
В цьому ж році продукція компанії вперше взяла участь на щорічній виставці NAMM Show, де представила свою першу серійну модель PRS Standard. Корпус перших моделей зроблений з червоного дерева з кленовим топом. Гриф також виготовлявся з червоного дерева з палісандровою накладкою і інкрустованими маркерами у вигляді птахів, які згодом стали символом гітар PRS.
У 1988 році PRS представляє електрогітару з грифом на болтах — PRS CE.
У 1990 році PRS починає випуск електрогітар з 22 ладами — PRS EG.
У 2000 році PRS представляє доступнішу серію моделей PRS SE, випущених у Південній Кореї. Виробництво електрогітар здійснює компанія World Musical Instrument, а акустичних гітар — Wildwood.
У 2001 році PRS починає випуск електрогітар Singlecut, зовнішній вигляд і форма яких нагадує традиційні гітари Les Paul. Компанія Gibson подає позов про порушення прав на торговий знак проти Пола Ріда Сміта. Судом було винесено заборону на випуск моделі Singlecut з кінця 2004 року. Згодом суддя федерального окружного суду Вільям Дж. Хейнс ухвалив, що PRS Singlecut був лише імітацією Gibson Les Paul. У 2005 році Апеляційний суд США по шостому округу скасував рішення суду нижчої інстанції і постановив відхилити позов Gibson, а PRS відновила виробництво Singlecut без жодних змін.